# Lundgropspindel
Lundgropspindel (Diplocephalus picinus) är en spindelart som först beskrevs av John Blackwall 1841.  Lundgropspindel ingår i släktet Diplocephalus och familjen täckvävarspindlar. Arten är reproducerande i Sverige. Inga underarter finns listade i Catalogue of Life.